# Zarautz
Zarautz (in basco, Zarauz in castigliano) è un comune spagnolo di 23 101 abitanti situato nella comunità autonoma dei Paesi Baschi, nella provincia di Gipuzkoa. Moderno ed elegante centro balneare della costa del golfo di Biscaglia, sorge a 20 km da Donostia-San Sebastián, capoluogo della provincia.

## Storia
Sulle origini della città si sa poco e le prime notizie certe si trovano nell'atto col quale Ferdinando III le concesse nel 1237 il titolo di Villa e il Fuero col quale si stabilivano i confini del territorio, i privilegi e gli obblighi della comunità. 
La popolazione si dedicò tradizionalmente alla pesca, in particolare alla caccia alle balene in autunno all'epoca del passaggio migratorio di questi cetacei nelle acque del golfo di Biscaglia. Questa tradizione marinara continuò fino al XVI secolo, quando la popolazione si dedicò all'agricoltura nella fertile pianura e ad attività industriali con ferriere, cantieri navali, fabbriche tessili e di costruzione di mobili.
Un'importante evoluzione dell'economia locale si ebbe a partire dalla seconda metà del XIX secolo quando la regina Isabella II prese l'abitudine di passarvi periodi di riposo durante l'estate seguita da nobili famiglie e personalità. La diffusione del turismo di massa stimolò in seguito questa conversione e la città si è arricchita nel XX secolo di nuovi palazzi, di attrezzature moderne e di servizi di qualità per ospitare i turisti, di giardini e di parchi.

## Monumenti e luoghi d'interesse
- Narrosko jauregia, un edificio del 1536 circondato da un giardino all'inglese nei pressi del mare, ospitò la regina Isabella II e diversi personaggi importanti
- Zarauzko dorrea, una casatorre della fine del XV secolo
- Torre Luzea del XV secolo
- Portu jauregia, edificio del XVI secolo oggi sede del Municipio
- Makatzaga jauregia, edificio del XV secolo con l'aspetto di casa-torre difensiva
- Dotorekua etxea, del XVI secolo di sobrio stile architettonico basco
- La chiesa parrocchiale di "Santa Maria Erregina", molto trasformata nei secoli
- Il convento e la chiesa dei Padri Francscani, costruito del 1610 e dotato di una importante biblioteca basca
- Il convento di Sanra Klara del 1611.

La città è dotata di molti giardini e parchi: Vista Alegre parkea, Torre Luzea parkea in pieno centro cittadino, e il parco naturale di Pagoeta, con un museo e un'antica ferriera dismessa.

## Dintorni
- A 5 km: Orio, pittoresco paese basco sulle rive del fiume Oria.
- A 4 km: Getaria pittoresco porto di pesca su una stretta penisola
- A 9 km: Zumaia
- A 25 km: Santuario di Sant'Ignazio di Loyola, grandioso complesso monastico che comprende la casa della famiglia Loyola con ricordi e reliquie del Santo

## Società

### Evoluzione demografica
Abitanti censiti

### Lingue e dialetti
Il dialetto basco locale appartiene alla variante gipuzkoana. Nel 2016, il 74,1% della popolazione era euskaldun ("basconfona").

### Feste
Numerose sono le feste, le più importanti sono le feste patronali di San Pelaio dal 25 al 27 giugno, le feste di "Andra Mari" (la Vergine Maria) dal 14 al 17 agosto e le Euskal Jaiak che culminano col giorno della festa basca del 9 settembre.

## Amministrazione
Dalla Transizione spagnola ad oggi, le persone che hanno ricoperto la carica di sindaco (in basco alkatea, in spagnolo alcalde) sono state le sueguenti:
| Periodo | Periodo   | Primo cittadino           | Partito                                 | Carica  | Note |
| ------- | --------- | ------------------------- | --------------------------------------- | ------- | ---- |
| 1979    | 1983      | Imanol Murua Arregi       | Partito Nazionalista Basco (EAJ-PNV)    | Sindaco |      |
| 1983    | 1985      | Imanol Murua Arregi       | EAJ-PNV                                 | Sindaco |      |
| 1985    | 1987      | Ander Alberdi Alberdi     | EAJ-PNV                                 | Sindaco |      |
| 1987    | 1991      | Antonio Alberdi Zabalegi  | Eusko Alkartasuna (EA)                  | Sindaco |      |
| 1991    | 1995      | Antonio Alberdi Zabalegi  | EA                                      | Sindaco |      |
| 1995    | 1999      | Imanol Murua Arregi       | EA                                      | Sindaco |      |
| 1999    | 2003      | Maite Etxaniz Balentziaga | EA                                      | Sindaca |      |
| 2003    | 2007      | Maite Etxaniz Balentziaga | EA                                      | Sindaca |      |
| 2007    | 2011      | Jon Urien Krespo          | EA (2007-2009) indipendente (2009-2011) | Sindaco |      |
| 2011    | 2015      | Juan Luis Illarramendi    | Euskal Herria Bildu (EH Bildu)          | Sindaco |      |
| 2015    | 2019      | Xabier Txurruka Fernandez | EAJ-PNV                                 | Sindaco |      |
| 2019    | 2023      | Xabier Txurruka Fernandez | EAJ-PNV                                 | Sindaco |      |
| 2023    | in carica | Iker Zubeldia Catarain    | Euskal Herria Bildu (EH Bildu)          | Sindaco |      |

### Gemellaggi
- Cardano al Campo
- Pontarlier
- Hagunia

## Surf e sport
L'omonima spiaggia che si affaccia sul mar Cantabrico è da sempre meta ambita di tutti i surfisti spagnoli e del mondo.
Con una scuola di surf affermata negli anni e uno spot che lavora con marea alta e bassa, regala spesso onde sul metro e mezzo e ben oltre i due.
Adatta a principianti e non, offre un beach break con accesso immediato e semplice allo spot.